# Vincent și cu mine
Vincent și cu mine (în franceză Vincent et moi) este un film fantastic francez canadian din 1990. Filmul a fost regizat de Michael Rubbo și este al 11-lea din seria de filme pentru copii Tales for All (Contes Pour Tous) creată de Les Productions la Fête.
La vârsta de 114 ani, Jeanne Calment are o scurtă apariție în film în propriul ei rol, făcând-o să fie cea mai în vârstă persoană care a apărut vreodată într-un film de cinema. Calment a susținut că l-a cunoscut pe Vincent van Gogh prin anul 1888, când ea avea 12 sau 13 ani.

## Rezumat
Jo, o fată de 13 ani originară din Québec, este pasionată de pictură și reușește să obțină o bursă de studii la o școală specială de artă. Ea își părăsește orășelul natal și se mută la Montréal, unde își dorește, mai mult decât orice altceva, să învețe să picteze ca idolul ei, Vincent van Gogh. Într-o zi, în timp ce desena pe străzile orașului, ea întâlnește din întâmplare un comerciant de artă european care îi cumpără câteva desene și îi cere să facă mai multe desene asemănătoare. El îi oferă o sumă importantă de bani și se întoarce la Amsterdam. Nu după mult timp, Jo află dintr-o revistă de artă despre „descoperirea” și vânzarea pentru suma de un milion de dolari a unor desene din tinerețe ale lui Vincent van Gogh, desene pe care doar ea și prietenul ei, Félix, știu că sunt ale ei. Jo merge împreună cu Félix la Amsterdam în căutarea comerciantului impostor. Pentru a-l demasca, își propune să se întâlnească cu centenara Jeanne Calment, singura persoană în viață care îl cunoscuse pe Van Gogh.

## Distribuție
- Nina Petronzio⁠(d) — Joséphine („Jo”)
- Christopher Forrest — Félix Murphy
- Paul Klerk — Joris
- Vernon Dobtcheff⁠(d) — dr. Winkler (menționat Alexandre Vernon Dobtchef)
- Anna-Maria Giannotti — Grain
- Andrée Pelletier⁠(d) — doamna Wallis
- Matthew Mabe — Tom Mainfield
- Tchéky Karyo⁠(d) — Vincent van Gogh
- Jeanne Calment — ea însăși
- Kiki Classen
- Maria Giannotti
- Inge Ipenburg
- Michel Maillot
- Wally Martin
- Martijn Overing